# Haydee Quispe
Haydee Lidia Quispe Contreras (Lima, 10 de setiembre de 1972) es una Investigadora, activista y docente peruana especializada en gestión cultural e investigación. 

## Biografía
Haydee Lidia Quispe Contreras estudió Educación Superior en la Universidad Inca Garcilaso de la Vega, licenciándose en 1998. Magíster en Docencia Universitaria en la Universidad Enrique Guzmán y Valle, 2014, Magíster en Problemas de Aprendizaje y Estudios de Doctorado en Educación en la Universidad César Vallejo, 2022. Se desempeña como docente investigadora de Educación y Gestión cultural. Dirige el programa periodístico "Cultura al Aire", encargado de difundir y promover el amor por el patrimonio. Actualmente viene desarrollando un podcast con escolares de primaria de la I.E "Santa Rosa de Villa" denominado "Legados ancestrales".
Es directora del Colectivo Colli desde el 2008, asociación cultural conformada por niños, jóvenes y profesores del distrito de Comas que tiene como principal objetivo la sensibilización de la población sobre la defensa y conservación del Patrimonio Cultural. En el 2012, representó al Perú en el 4° Foro Juvenil de Patrimonio Mundial de la UNESCO, en España. Haydee Quispe se ha dedicado a la recuperación y puesta en valor del sitio arqueológico Fortaleza de Collique. Algo que empezó como un proyecto de aula, con sus alumnos del tercer y cuarto grado de primaria del colegio Bertolt Brecht, fue cobrando relevancia con el tiempo.